# Economia afacerilor
Economia afacerilor este un domeniu al științelor economice și într-un sens mai larg o formă specială a științelor sociale și culturale. Științele economice se bazează pe realitatea conform căreia cele mai multe bunuri sunt limitate și trebuie folosite în mod economic de către toți actorii. Economia afacerilor descrie funcțiunile firmei în cadrul economiei. Printre scopurile firmelor și funcțiunile manageriale, se află mai întâi de toate, organizarea optimală a factorilor de producție.   

## Clasificare
Economia afacerilor se clasifică în două domenii principale (a și b) și se deosebeste de alte științe (c):

### Economia generală a afacerilor
Economia generală a afacerilor cuprinde deciziile organizatorii, metodele de planificare și tehnicile de calcul utilizate în cadrul firmelor și este orientată înspre funcțiuni și înspre branșe în general. Economia generală a afacerilor trebuie să ofere o privire de ansamblu asupra economiei afacerilor și să prezinte conexiunile funcționale și pe cele din cadrul branșelor. Scopul este de a încuraja gândirea și deciziile în context multidisciplinar.

### Economia specială a afacerilor
Economia specială a afacerilor sau instituțională se clasifică în funcție de caracteristicile diferitelor întreprinderi în:
- Management industrial
- Management bancar
- Management comercial
- Managementul asigurărilor
- Management media

În ultimele secole s-a impus și o clasificare funcțională a economiei speciale a afacerilor:
- Vânzări și Marketing
- Controlling
- Finanțe | Economie financiară (Investiții și Finanțare, Piața de capital)
- Economia afacerilor internaționale/Comerț exterior
- Logistică
- Organizare
- Personal
- Economia producției și Logistica
- Taxele și Auditul
- Economia afacerilor cu orientare ecologică
- Conducerea firmei și Managementul
- Managementul concernului
- Anteprenoriatul
- Informatica economică
- Economia afacerilor publice
- BCP - Business Continuity Plans (planificarea pentru situații de urgență)

### Relațiile cu alte științe
- Informatică economică
- Inginerie industrială
- Matematică economică
- Pedagogie economică
- Geografie economică